# Grobowiec tracki „Ostrusza”
Grobowiec tracki „Ostrusza” – monumentalny kompleks grobowy z okresu hellenistycznego, znajdujący się w pobliżu miasta Szipka w obwodzie Stara Zagora w centralnej Bułgarii. Jest jednym z najbardziej unikatowych przykładów trackiej architektury sepulkralnej. Datowany jest na koniec IV wieku p.n.e.

## Położenie i odkrycie
Kompleks grobowy, znajdujący się w obrębie dużego kopca ziemnego (kurhanu o współczesnej nazwie Ostrusza) o wysokości około 20 metrów, został odkryty 13 kwietnia 1993 roku przez Georgija Kitowa.  
Kompleks ten ma powierzchnię ok. 100 m2 i datowany jest na ostatnią ćwierć IV wieku p.n.e. Późniejsze pochówki i rytuały odbywały się jeszcze przez kolejne dwie–trzy dekady. Zamieniony w heroon, stanowił część większej nekropolii w rejonie Szipki, związanej z arystokracją tracką – Doliny Trackich Królów.

## Architektura
Najbardziej charakterystycznym elementem kompleksu jest centralna kamienna komora o formie sarkofagu z dachem dwuspadowym, ustawiona na trzystopniowej platformie (wymiary komory – 2,45 x 3,54 x 2,36 m). Wyróżnia ją kasetonowy sufit z malowidłami figuralnymi i geometrycznymi, imitujący dekoracje greckich świątyń. 
Komora ta jest otoczona kolejnymi pięcioma komorami: jedną okrągłą i czterema prostokątnymi.

## Dekoracje i wyposażenie
W grobowcu znajdowały się malowidła ścienne z przedstawieniami ludzi, zwierząt i motywami dekoracyjnymi. Zachowały się również fragmenty srebrnej i złotej biżuterii, pektorału typu Mezek, srebrny dzban, kielich typu calyx i inne naczynia. Znaleziono także szczątki konia z ozdobnym rzędem końskim. Większość komór została splądrowana w starożytności.

## Funkcja i znaczenie
Kompleks pełnił funkcję heroonu – sanktuarium poświęconego zdeifikowanemu zmarłemu, być może władcy lub wysokiemu arystokracie trackiemu. Bogata dekoracja oraz wyjątkowa architektura wskazują na elitarne przeznaczenie grobowca.
Jest to jedyne tego typu znalezisko (kompleks architektoniczny) w Tracji i jedno z najlepiej zachowanych świadectw religii, sztuki i obyczajów pogrzebowych trackiej arystokracji z okresu hellenistycznego.

## Galeria

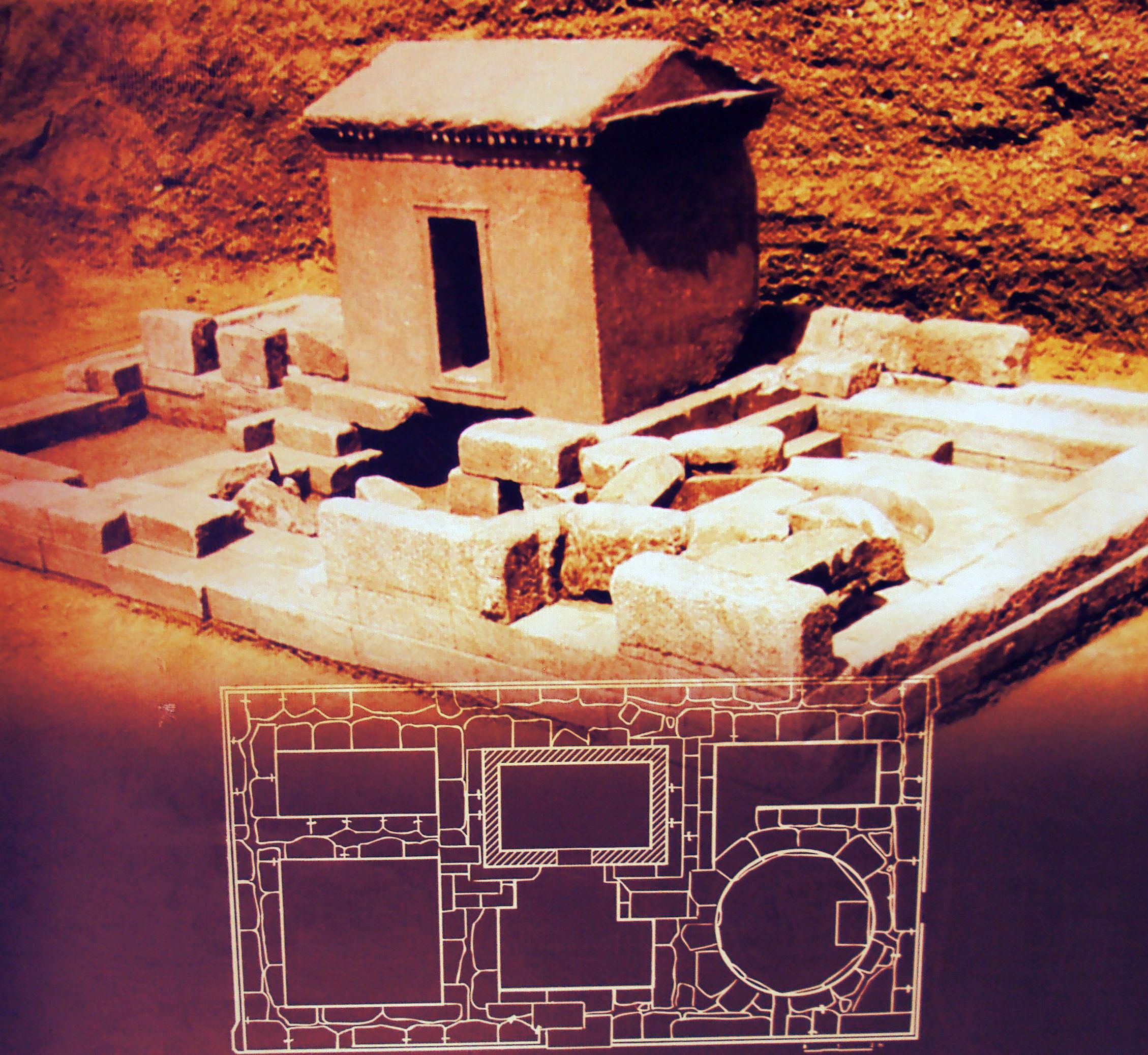
Plan komór grobowca – widoczna struktura komory centralnej
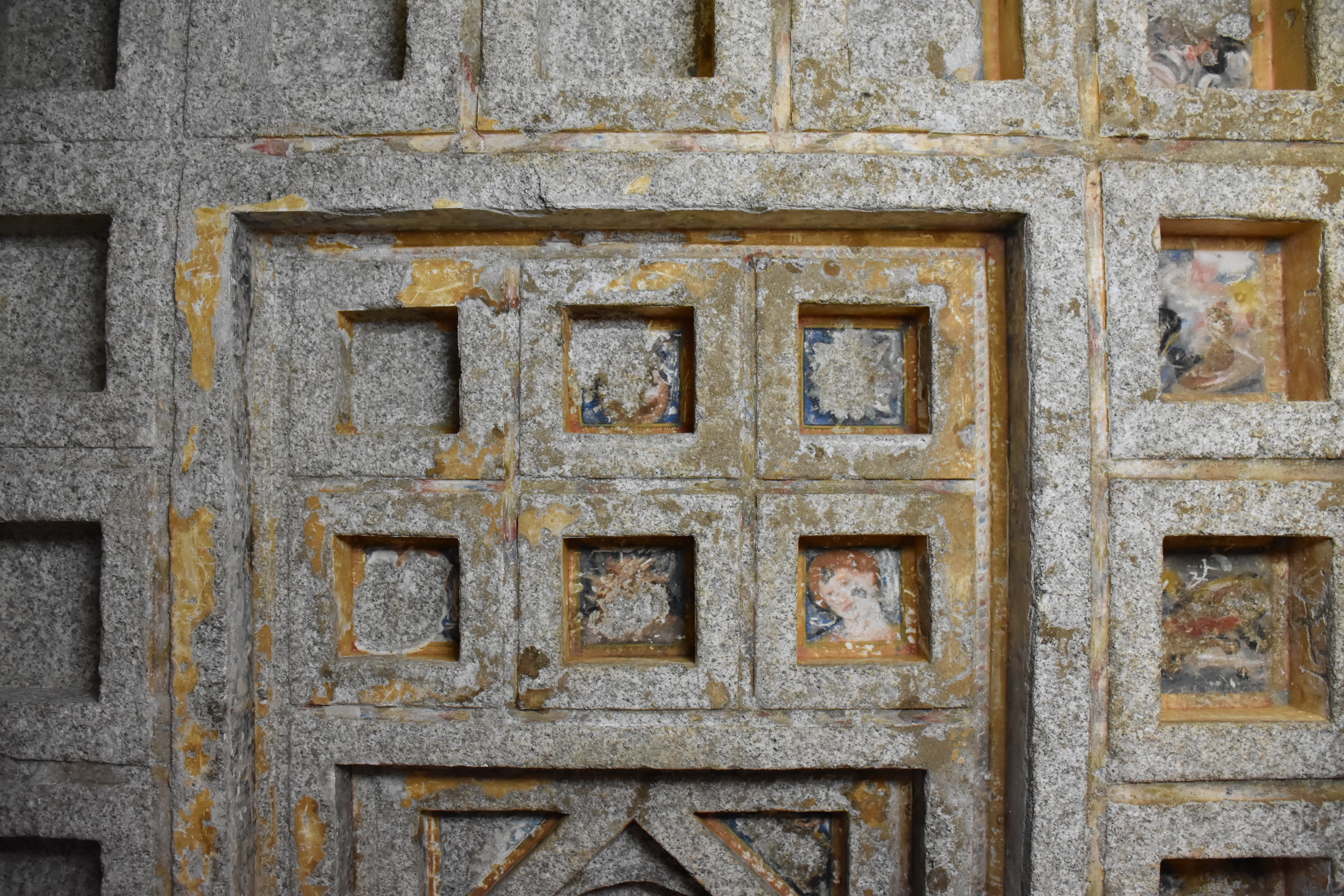
Malowidła na suficie komory centralnej
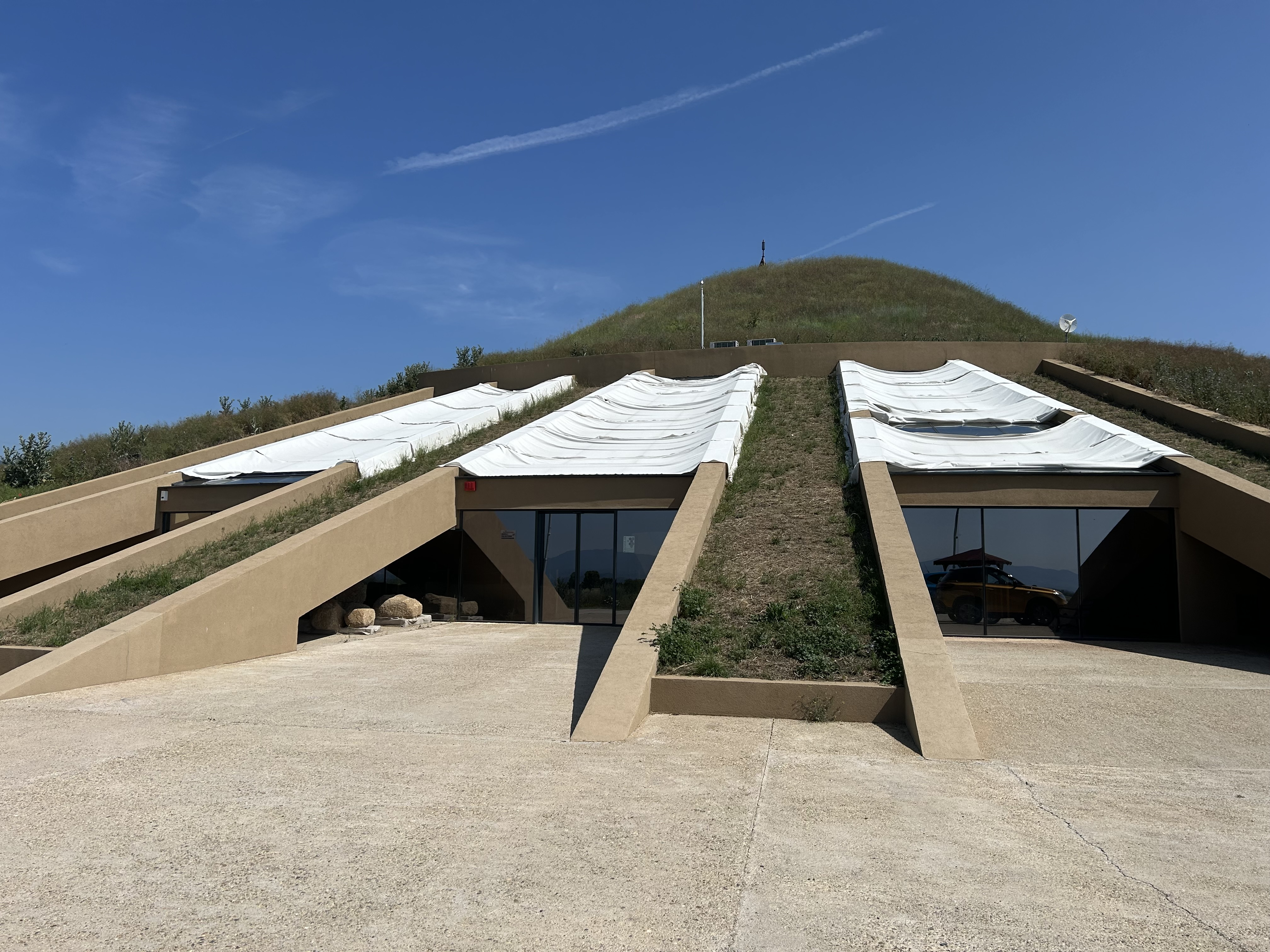
Współczesna struktura zabezpieczająca grobowiec
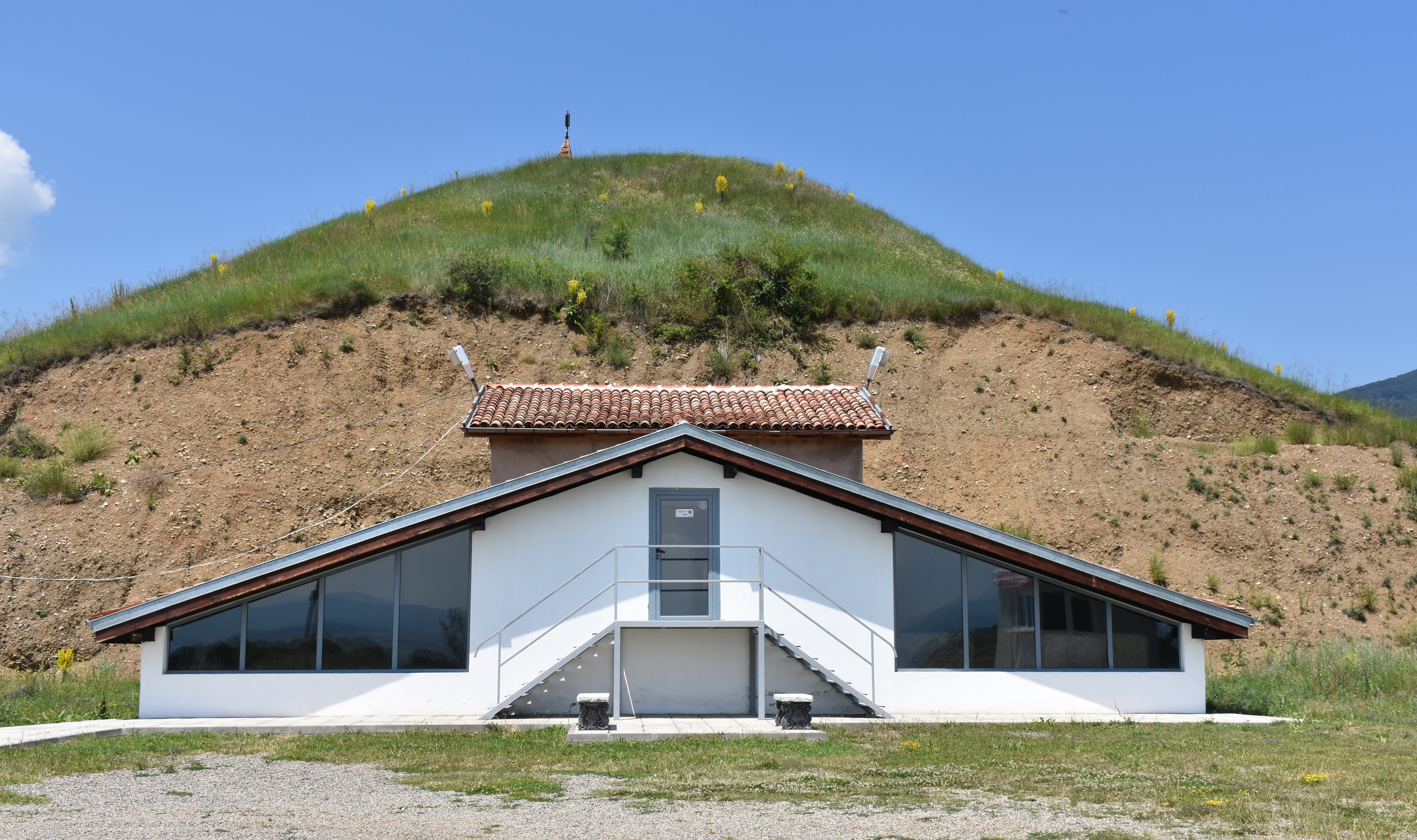
Poprzednia struktura zabezpieczająca grobowiec